# پادشاه هیوگونگ
پادشاه هیوگونگ (۸۶۷ میلادی تا ۹۱۲ میلادی) (هانگول: 효공왕) (هانجا: 孝恭王) پنجاه و دومین پادشاه شیلا بود او نیز مانند فرمانروای قبلی به عیش و نوش می‌پرداخت و به امورات کشوری رسیدگی نمی‌کرد و با شورش‌هایی که به وقوع پیوست بسیاری از قلمرو شیلا از بین رفت.

## سلطنت
نام اصلی پادشاه هیو گونگ یو بود و او به عنوان پسر هئونگانگ به دنیا آمد، و او را برای ازدواج فرا خواند و بعدها هیو گونگ به دنیا آمد.
مادر شاه هیو گونگ تنها کسی است که از یک خانواده عادی بود نه یک خانواده اشرافی یا سلطنتی.
هیو گونگ یک فرد خوش گذران بود.به همین دلیل بیشتر قلمرویش توسط گونگ یی و گیون هوون تصرف شد.